# Lucia Mureșan
Lucia Mureșan (n. 31 ianuarie 1938, Cluj – d. 12 iulie 2010, Cluj) a fost o actriță română de teatru și film. A jucat și în producții de teatru televizat și radiofonic. A lecturat timp de mulți ani o parte din textele documentarelor prezentate în emisiunea Teleenciclopedia, difuzată de Televiziunea Română.

## Originea și studiile
Actrița a fost descendenta unei familii de intelectuali români transilvăneni, tatăl, Leontin Mureșan (avocat). A fost botezată de Ion Agârbiceanu, pe atunci protopopul greco-catolic al Clujului.
Lucia Mureșan a absolvit Institutul de Artă Teatrală și Cinematografică din București în 1958, la secția Arta actorului, sub îndrumarea Irinei Răchițeanu. A fost repartizată împreună cu întreaga promoție la Piatra Neamț.
Teza de doctorat a Luciei Mureșan se intitulează Rolul cuvântului în realizarea imaginii scenice – orice glas ascultă glas.

## Activitate

### Cariera actoricească
În 1958 a revenit la Cluj. Aici și-a făcut debutul ca actriță în același an, interpretând la Teatrul Național din oraș rolul Domnica Radu din Secunda '58 de Dorel Dorian. Pe această scenă a mai jucat rolurile Ofelia din Hamlet de William Shakespeare și Ondine din piesa cu același nume de Jean Giraudoux. În 1965 intră în echipa Teatrului „Constantin Nottara” din București; trupa de aici, alcătuită de către directorul Horia Lovinescu (pus în funcție cu doar un an în urmă), îi mai cuprindea pe tinerii actori Anda Caropol, Emil Hossu, Gilda Marinescu și Alexandru Repan.
Dintre montările de teatru în care a fost distribuită Lucia Mureșan, de un succes deosebit s-a bucurat comedia Micul infern de Mircea Ștefănescu, în regia lui Mihai Berechet. Spectacolul a fost prezentat în nouăsprezece stagiuni, însumând aproape șapte sute de reprezentații. Din distribuție mai făceau parte: George Alexandru, Ion Dichiseanu, Emilia Dobrin, Silvia Dumitrescu-Timică, Dorin Moga, Ștefan Radof și Ion Siminie.
Cariera actriței a însumat peste o sută de spectacole de teatru și înregistrări de teatru radiofonic și de televiziune și în jur de cincisprezece producții cinematografice. În film a jucat cu precădere roluri secundare. Acestora se adaugă activitatea ca realizator de emisiuni radiofonice și televizate, domeniu în care a debutat în 1958; în acest sens, sunt binecunoscute aparițiile Luciei Mureșan în emisiunea Teleenciclopedia, difuzată de postul public din România, unde actrița lectura texte ale documentarelor prezentate.

### În învățământ
Și-a început activitatea didactică în 1963, susținând cursuri de Arta și tehnica vorbirii la Institutul de Artă Teatrală și Cinematografică din București. Continuă să predea în această instituție până în 1992, când se transferă la Universitatea Hyperion din București, unde prezintă cursuri de „Arta actorului”, „Vorbire scenică” și „Analiza procesului scenic”. Din 1996 până în 2002 activează în Universitatea Ecologică din București, care îi oferă în anul 1997 funcția de decan al Facultății de Arte. În 2002, a devenit profesor și decan al Facultății de Teatru din Universitatea „Spiru Haret” din capitală.

## Critică
Într-un articol publicat în 1982 la revista Teatrul, criticul de teatru Maria Marin aprecia la jocul actoricesc al Luciei Mureșan „calitățile de ingenuă dramatică, un stil de interpretare ale cărei finețe și transparență se întemeiază pe refuzul oricărei dulcegării”, concluzionând: „Știind să valorifice scenic experiența dobândită cu fiecare rol, Lucia Mureșan dispune astăzi de mijloace de caracterizare suple și rafinate; personajele ei, în aparență de o feminitate fragilă, surprind uneori prin încordarea voinței, prin gestul ferm, prin strălucirea rece a lucidității.”

## Viața personală
Actrița a fost căsătorită din 1960 cu fotograful Ion Miclea (1931–2000), cunoscut pentru obținerea unor importante premii internaționale, dar și pentru ocupația de fotograf personal al liderului politic comunist Nicolae Ceaușescu.
A fost înmormântată în data de 14 iulie 2010 în Cimitirul Central din Cluj după ritualul greco-catolic.

## Distincții
Lucia Mureșan a fost numită cetățean de onoare al orașului Sebeș în anul 2002.

## Spectacole de teatru

### Teatrul Național din Cluj
- Secunda '58 de Dorel Dorian (1958) – Domnica Radu
- Hamlet de William Shakespeare – Ofelia
- Ondine de Jean Giraudoux – Ondine

### Teatrul „Constantin Nottara“ din București
- Meșterul Manole de Lucian Blaga – Mira
- Stana de Ion Agârbiceanu (adaptare) – Stana
- Și eu am fost în Arcadia de Horia Lovinescu – Laura
- Ultima cursă de Horia Lovinescu – Claudia
- Adela de Garabet Ibrăileanu (adaptare) – Adela
- Othello de William Shakespeare – Desdemona
- Casa Bernardei Alba de Federico García Lorca – Angustias
- Echilibru fragil de Edward Albee – Julia
- Întoarcerea la Micene de Evangelos Averoff-Tossizza – Frumoasa Elena
- Micul infern de Mircea Ștefănescu – Viorica Vernescu
- Sentimente și naftalină de Sidonia Drăgușanu – femeia în gri
- Pensiunea doamnei Olimpia de Ion Dumitru Șerban (1982) – Angela
- Vino la pod, iubita mea! de Kiszely Gábor (2001) – Cordelia

### Teatrul Național București „Ion Luca Caragiale“
- Profesionistul de Dușan Covacevici

### Teatrul Național Radiofonic
- Bogdan Dragoș de Mihai Eminescu
- Comisarul și înalta societate de Robert Lamoreaux
- Duminica orbului de Cezar Petrescu
- Electra (adaptare)
- Emilia Galotti de Gotthold Ephraim Lessing (adaptare)
- George Enescu și prințesa iubită (adaptare)
- Ioan Botezătorul de Hermann Sudermann
- Ioana pe rug de Dina Cocea
- Ion de Liviu Rebreanu (adaptare)
- Legături primejdioase de Choderlos de Laclos (adaptare)
- Maria Stuart de Friedrich Schiller
- Micul infern de Mircea Ștefănescu
- Mihai Eminescu. Veronica Micle. Replici (2001) de Pușa Roth
- Odiseea de Homer (adaptare)
- Oedip la Colona de Sofocle
- Părintele Serghei de Lev Tolstoi
- Pasărea albastră de Maurice Maeterlinck
- Povestea celor șapte stele de Alexandre Dumas, tatăl (adaptare)
- Prințul din adâncul pământului de Costin Tuchilă (adaptare)
- Simpozionul de Alisa Tanskaia
- Troienele de Euripide – Corifeea
- Troienii la Cartagina de Virgiliu
- Tulnicile Iancului de Dominic Stanca
- Ultima oră de Mihail Sebastian
- Un roman de dragoste de Honoré de Balzac (adaptare)

### Teatrul Național de Televiziune
- Troienele de Euripide (1967) – Corifeea
- Micul infern de Mircea Ștefănescu – Viorica Vernescu

## Filmografie
- Gioconda fără surîs (1968) – Maria
- Serata (1971)
- Întoarcerea lui Vodă Lăpușneanu (1980) – regina Isabela
- Liniștea din adîncuri (1982)
- Buletin de București (1983)
- Raliul (1984)
- Figuranții (1987)
- A doua variantă (1987)
- Drumeț în calea lupilor (1990) – doamna Iorga
- Divorț... din dragoste (1992)
- Privește înainte cu mînie (1993)
- Natures mortes" (2000, film de televiziune)
- Raport despre starea națiunii (2002) – Mărioara Zegrea
- Une place parmi les vivants (2003)
- Corps et âmes (2003, film de televiziune) – Madame Faussait
- Buricul pământului (2005) – doctorița